# Colorado (Texas)
Colorado è una comunità non incorporata degli Stati Uniti d'America, situata nella contea di Bastrop dello Stato del Texas. Prende il nome dallo stato del Colorado.

## Geografia
La comunità è situata a 29°59′09″N 97°08′03″W, ad un'altitudine di 351 piedi (107 m), nella parte sud-orientale della contea, 2 miglia a sud-est di Smithville.